# Shounen Maid Kuro-Kun
Shounen-maid Kuro-Kun: Tenshi no uta (少年メイドクーロ君 ~天使の歌~ Shōnen meidokūro-kun ~ tenshi no uta ~)  é uma série de OVA dos gêneros shotacon e hentai, dirigidos por Yatabe, Katsuyoshi.
Kuro Kazamiya  (風見や 黒 Kazamiya Kuro): Um menino órfão de cabelos cor de vinho e olhos azuis que possui entre 12 e 14 anos, sendo o protagonista da série. No início ele é mostrado usando botas de cano alto, uma bermuda preta curta, um moletom amarelo sem mangas e uma mochila azul, onde ele leva um porquinho de pelúcia que ele usa de travesseiro. Mais tarde, Miisu o escraviza,alegando que era o pagamanto da dívida do pai dele, fazendo com que o menino vista roupas mais femininas ou até mesmo fazer ele ficar nu.
Miisu Hakuryuuin   (白龍院 ミース Haku ryū-in mīsu): Mestre de Kuro. Herdeiro de duas grandes corporações, ele assumiu Kuro-kun depois que o seu pai o abandonou. Ele gosta de corridas, gangues e conversa suja. Ele é um tipo sádico. Ele também é doente. Há sempre amor por trás de seu comportamento violento. Além disso, às vezes ele pode agir suavemente e enganar Kuro.
Mordomo da casa dos Hakuryuuin:  O mordomo de Miisu. Sempre junto ao seu mestre e também ajudando-o a preparar as câmeras escondidas e armadilhas para espionar Kuro.

## OVA
Lançado em 23 de Setembro de 2010
Kuro é um garoto que perdeu a mãe muito cedo e foi abandonado pelo pai depois de ter contraído uma grande dívida. Para pagar a dívida, o pai de Kuro o vende a um de seus credores para que o filho possa trabalhar como "empregada".
1. ↑  Database, Anime Characters (10 de dezembro de 2024). «Kuro Kazamiya from Boy Maid Kuro-kun: Angel's Song». Anime Characters Database. Consultado em 11 de dezembro de 2024
2. ↑  «Miisu HAKURYUUIN (Character)». aniSearch.com (em inglês). Consultado em 11 de dezembro de 2024
3. ↑  «Shounen Maid Kuro-Kun: Tenshi no Uta». Ana Yaoi Online. 20 de janeiro de 2016. Consultado em 11 de dezembro de 2024